# Parenty
Parenty là một xã trong tỉnh Pas-de-Calais, vùng Hauts-de-France, Pháp.

## Địa lý
Parenty có cự ly khoảng 10 mile (16 km) về phía bắc Montreuil-sur-Mer, trên đường D127.

## Dân số
| 1962                                                              | 1968 | 1975 | 1982 | 1990 | 1999 | 2006 |
| ----------------------------------------------------------------- | ---- | ---- | ---- | ---- | ---- | ---- |
| 378                                                               | 406  | 378  | 369  | 349  | 396  | 410  |
| Số liệu điều tra dân số tính từ năm 1962, dân số chỉ tính một lần |      |      |      |      |      |      |